# Izmaragd
De Izmaragd (Russisch: Измарагд, van het Griekse σμαραγδος (smáragdos): smaragd) is een Russische moraalcodex uit de 14e eeuw. Afhankelijk van de versie bevat het werk 90 tot 250 artikels, meestal vertaald uit het Grieks en aangepast aan de Russische cultuur en context. De onderwerpen zijn van velerlei aard, zoals christelijke deugden, zonden, goede en slechte vrouwen, opvoeding van kinderen en het regelen van een huishouden. De Izmaragd was wijdverspreid en gebruikt tot het einde van de 17e eeuw, en zelfs tot in de 20e eeuw in enkele oudgelovigengemeenschappen. Het werk  droeg flink bij tot de invloed van de Domostroj in de 15e en  16e eeuw.